# Aloe collina
Aloe collina är en grästrädsväxtart som beskrevs av Susan Carter. Aloe collina ingår i släktet Aloe och familjen grästrädsväxter. Inga underarter finns listade i Catalogue of Life.